# Bacolod (Negros occidental)
Pour les articles homonymes, voir Bacolod.
Bacolod est une ville de 1re classe, chef-lieu de la province du Negros occidental aux Philippines.
Selon le recensement de 2010 elle est peuplée de 511 820 habitants.

## Barangays
Bacolod est divisée en 61 barangays :
- Alangilan
- Alijis
- Banago
- Barangay 1
- Barangay 2
- Barangay 3
- Barangay 4
- Barangay 5
- Barangay 6
- Barangay 7
- Barangay 8
- Barangay 9
- Barangay 10
- Barangay 11
- Barangay 12
- Barangay 13
- Barangay 14
- Barangay 15
- Barangay 16
- Barangay 17
- Barangay 18
- Barangay 19
- Barangay 20
- Barangay 21
- Barangay 22
- Barangay 23
- Barangay 24
- Barangay 25
- Barangay 26
- Barangay 27
- Barangay 28
- Barangay 29
- Barangay 30
- Barangay 31
- Barangay 32
- Barangay 33
- Barangay 34
- Barangay 35
- Barangay 36
- Barangay 37
- Barangay 38
- Barangay 39
- Barangay 40
- Barangay 41
- Bata
- Cabug
- Estefanía
- Felisa
- Granada
- Handumanan
- Mandalagan
- Mansilingan
- Montevista
- Pahanocoy
- Punta Taytay
- Singcang-Airport
- Sum-ag
- Taculing
- Tangub
- Villamonte
- Vista Alegre

## Démographie

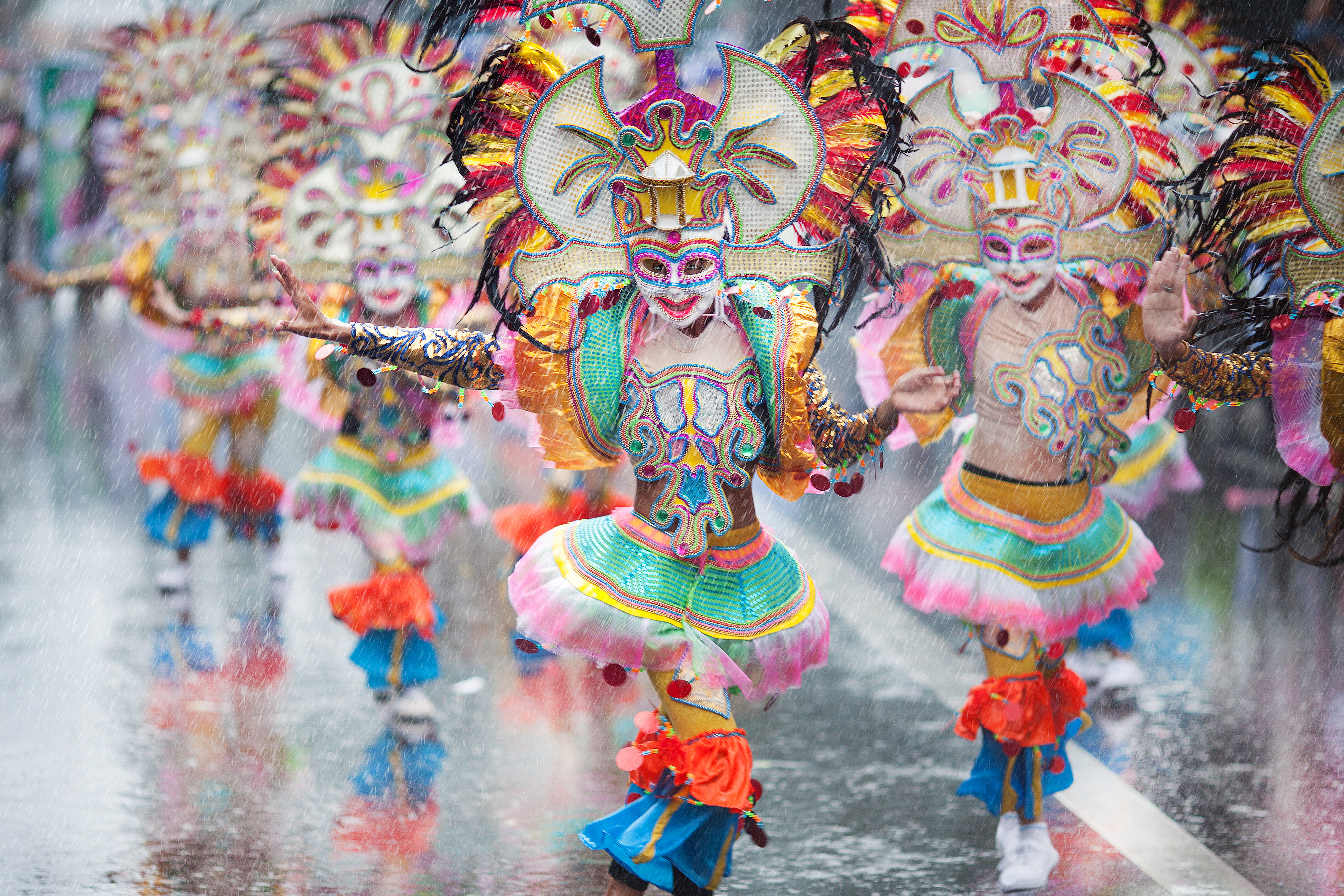
Festival de MassKara, à Bacolod. Masques et déguisements sous la pluie. La principale activité du festival est le défilé de danseuses en costumes colorés et masques joyeux dans la ville, au son d'une musique américaine. Octobre 2019.

| Année | Habitants | Évolution |
| ----- | --------- | --------- |
| 1995  | 402 345   | -         |
| 2000  | 429 076   | 6,64 %    |
| 2007  | 499 497   | 16,41 %   |
| 2010  | 511 820   | 2,47 %    |

## Jumelage
- Kamloops (Canada)
- Singaraja (Indonésie)
- Butuan (Philippines)
- Iloilo (Philippines)
- Legazpi (Philippines)
- Marikina (Philippines)
- Naga (Philippines)
- Parañaque (Philippines)
- San Juan (Philippines)
- Tagaytay (Philippines)
- Mandaue (Philippines)
- Andong (Corée du Sud)
- Keelung (Taïwan)
- Long Beach (États-Unis)